# Maréchal de camp

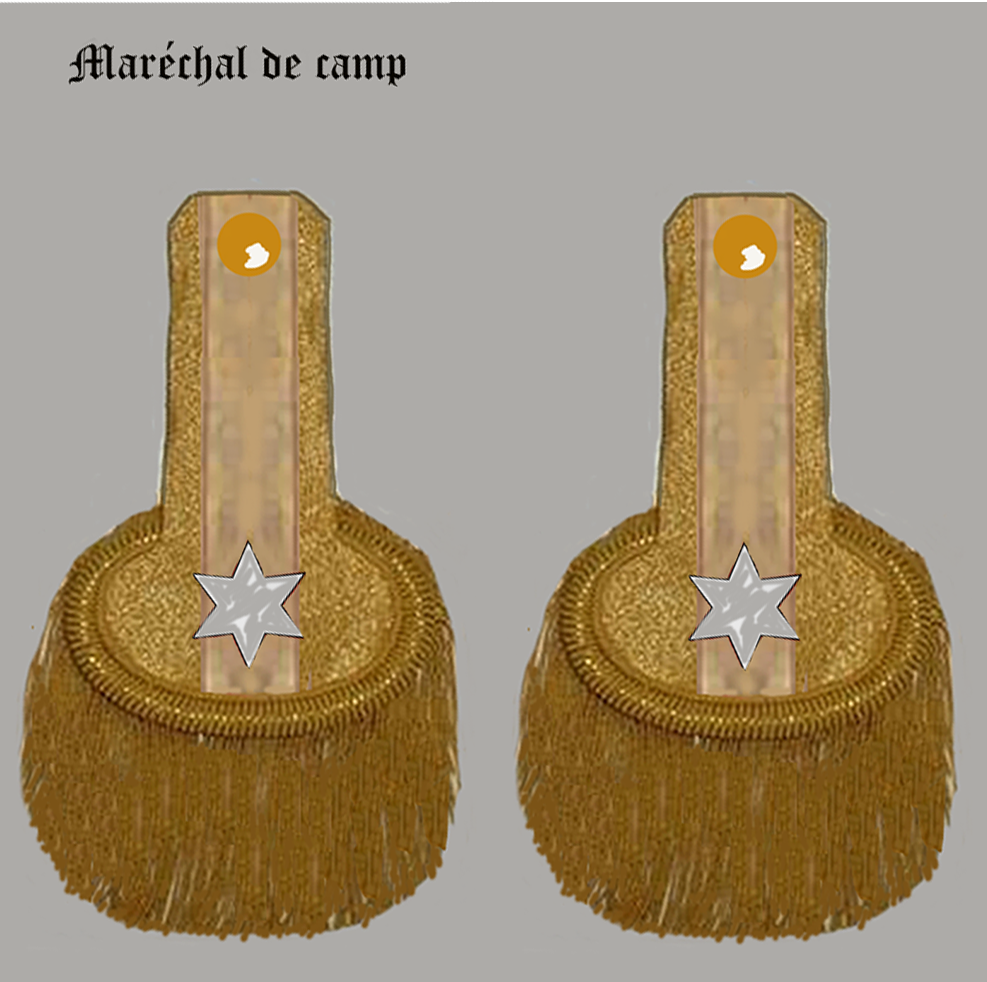
Еполети maréchal de camp кавалерії 1786.

Maréchal de camp (іноді неправильно перекладається як фельдмаршал, дослівний переклад Маршал табору) було найнижчим генеральським званням, що існувало в армії Французькому королівстві та Першої республіки приблизно з другої половини XV століття до 1793, коли воно було замінено на генерала бригади, а потім знову відновлено у відновленому королівстві між 1814 та 1848. Приблизно відповідає званню генерал-майора нинішніх армій.
Звання maréchal de camp з'явилося у XV столітті. Воно походить від старого звання генерал-сержант-майора (фр. sergent-major général). Генерал-сержант-майор був третім за старшинством у армії, після генерала та генерал-лейтенанта. Однією з його завдань було розміщення військ на полі бою. Він був також відомий у французькій армії як «бойовий сержант» (фр. sergent de bataille). У англомовних країнах звання генерал-сержант-майора стало називатися генерал-майором.

## Передумови та історія
Звання maréchal de camp було молодшим з двох офіцерських звань французької армії, старшим — генерал-лейтенант (lieutenant-général des armées). Звання бригадира було проміжним між званнями полковника та maréchal de camp, але воно не вважалося генеральським званням. Проте, коли у 1770-х були введені знаки відмінності, знаком відмінності бригадира була одна зірка, а знаком відмінності maréchal de camp — дві зірки (як і його іноземного еквівалента, звання генерал-майора).
Коли у 1788 звання бригадира було скасовано, maréchaux de camp взяли на себе командування бригадами у французькій армії, але зберегли свої двозіркові відзнаки. У 1793 під час Французької революції звання було перейменовано указом Конвенту від 21 лютого 1793 на генерал бригади (général de brigade), тому що бригада була під його звичайним командуванням. З реставрацією Бурбонів у 1815 звання генерал бригади знову стало називатися maréchal de camp, але після Французької революції 1848 була повернута назва генерал бригади.

## Чисельність
- У 1789 було 768 maréchaux de camp.
- У 1792 з'явилося 12 нових.

## Інші країни
Подібні звання були у XVII та XVIII століттях у іспанській (Mariscal de Campo) та португальській арміях (Marechal de Campo).